# キラスタ
「キラスタ」は、FM NACK5で2014年4月1日から放送されているラジオ番組である。2021年3月末までの正式名称は「キラメキ ミュージックスター キラスタ」だったが、同年4月から「キラスタ」としてリニューアルし、新たにスタートした。

## 概要
開始当初の番組タイトルは「キラメキ ミュージックスター キラスタ」。「星の数ほどある数多の音楽から、心に残る曲、後世に歌い継がれていく曲をリスナーと一緒に紡いでいく音楽番組」というコンセプトでスタートし、タイトルには、初代パーソナリティの土屋礼央と三浦祐太朗が、幅広い音楽活動を通じて「スターゲイザー」となって「キラメキミュージックスター」を探し出すという意味が込められていた。
その後、パーソナリティの交代はありつつも、音楽番組としてのコンセプトはそのままに放送されていたが、2021年春の番組改編を機に現在の「キラスタ」へリニューアル。月曜・火曜に同年3月まで『Nutty Radio Show THE魂』の火曜日担当だった西村真二 (コットン) が加入し、お笑い要素をふんだんに盛り込んだバラエティ番組へと鞍替えされた。これにより、同一タイトルの番組でありながら、月曜・火曜と水曜・木曜でジャンルが分かれることとなった。
2023年現在は「それぞれの曜日でキラッとする話題を提供する」というコンセプトのもと放送されている。なお、木曜日は「アニソン多めの木曜日」と称し、番組内でオンエアされる楽曲は三浦が好むアニメソングが中心となっている。
また、番組内では、Twitterでのハッシュタグ #キラスタ をつけた投稿が紹介されており、前述のリニューアル後にはメッセージの投稿も積極的に読み上げている。
番組ジングルには初音ミクの声が使用されている。

## 放送時間
- 毎週月曜日 - 木曜日 18:00 - 20:00

## パーソナリティ

### 現在
- 月曜：酒井直斗 (2023年1月 -)
- 火曜：西田どらやき(入間国際宣言・2025年4月 - )
- 水曜：タカハシヒョウリ(2025年4月 - )
- 木曜：三浦祐太朗 (2014年4月 - ) - 唯一の番組開始当初からのパーソナリティで、2025年3月まで水曜と兼任。
- 月 - 木曜：斉藤百香 (2019年4月 - )

### 過去
- 土屋礼央 (2014年4月 - 2016年9月、月・火曜) - 2016年10月から『カメレオンパーティー』パーソナリティへ異動。
- 大西蘭 (2014年4月 - 2016年9月、月 - 木曜)
- 中山貴大 (2016年10月 - 2019年9月、月・火曜) - 番組卒業後、NACK5社員に転身
- 小林千鶴 (2016年10月 - 2019年3月、月 - 木曜) - 産休を機に卒業。
- SHUNKUN (2019年10月 - 2021年3月、月・火曜)
- 西村真二 (コットン) (2021年4月  - 2025年3月、火曜)  - 2022年12月まで月曜も担当。

## タイムテーブル
●18:00 オープニング
●18:04 NACK5 NEWS
●18:07 NACK5 TRAFFIC（スリークロス提供）
●18:12頃
- 月：曲のタイムマシーン
- 水：キラチューン

●18:30 NACK5 TRAFFIC
●18:40頃
- 火：僕信

- 水：モモカを止めるな

- 木：三浦の推しごと。
- 木：ちょっといまから とんでんこばなし（とんでん提供）

●19:00 NACK5 NEWS
●19:03 NACK5 TRAFFIC
●19:09 ゲストコーナー
- 月・水・木曜日は毎週ゲストを迎えるが、火曜日は不定期であり、ゲスト不在の場合は「最高百香」を行う。

●19:30 NACK5 TRAFFIC
●19:40 
- 月：聞いてよ酒井くん

- 火：クイズのコーナー

- 水：きょうのワサビ

- 木：アニソンゾーン

●19:55 エンディング
- 火：ツッコんで！さいもも

## 現在のコーナー

### 月曜日
曲のタイムマシーン
酒井が選んだ曲にまつわる、あの日・あの時に起きた出来事をリスナーと分かち合うコーナー。

#### 聞いてよ酒井くん
酒井がリスナーの週末に起きた少し嫌なことを代読するコーナー。

### 火曜日

#### 僕信
毎週出されるお題に対して、最後に「僕を信じてください」で締めた文を募集し、信じてもらえるか西村が判定するコーナー。

#### 最高百香
リスナーから送られてくる最高な出来事に対して、斉藤が独自の評価を贈るコーナー。

#### クイズのコーナー
西村・斉藤が1週間の出来事をクイズにして出題し、リスナーがハッシュタグ「#キラスタ」をつけて回答するコーナー。

#### ツッコんで！さいもも
斉藤がリスナーから寄せられたボケメールに対して、即興で応えるコーナー。

### 水曜日

#### キラチューン
その週に届いた新曲をかけるコーナー。毎週3曲ほど連続で流す。三浦がコーナーの存在を忘れることが多かったため、リスナーが『キラチューン大喜利』をして三浦に教えてあげるくだりがある。

#### モモカを止めるな
2022年10月5日からスタートした、映画好きな斉藤百香によるオススメ映画紹介コーナー。斉藤が映画をプレゼンし、それに対して三浦が独自の評価を行う。
2022年10月中はコーナー名が『百香のはらわた』とされていたが、Twitterアンケートによる投票で2022年11月9日より現在のコーナータイトルとなっている。
2022年11月30日は斉藤の体調不良のため、2023年8月30日は放送時間短縮のため、それぞれコーナーを休止した。
2023年11月からはこのコーナーがPodcastで配信されることとなった。
| 2022年   | 2022年                               | 2022年                                                     |
| 放送日   | 各月のテーマ                         | 紹介した映画                                               |
| -------- | ------------------------------------ | ---------------------------------------------------------- |
| 10月05日 | ホラー映画                           | チャイルド・プレイ                                         |
| 10月12日 | ホラー映画                           | フィアー・ストリート                                       |
| 10月19日 | ホラー映画                           | ザ・コール                                                 |
| 10月26日 | ホラー映画                           | 悪魔のいけにえ -レザーフェイス・リターンズ- ハイテンション |
| 11月02日 | MARVEL                               | アイアンマン                                               |
| 11月09日 | MARVEL                               | ブラックパンサー                                           |
| 11月16日 | MARVEL                               | キャプテン・アメリカ                                       |
| 11月23日 | MARVEL                               | ガーディアンズ・オブ・ギャラクシー                         |
| 12月07日 | クリスマス                           | ホリデイ                                                   |
| 12月14日 | クリスマス                           | 天使のくれた時間                                           |
| 12月21日 | クリスマス                           | P2                                                         |
| 12月28日 | 年末年始に一気観できるおすすめドラマ | ハンドレッド                                               |

| 2023年   | 2023年                                 | 2023年                                              |
| 放送日   | 各月のテーマ                           | 紹介した映画                                        |
| -------- | -------------------------------------- | --------------------------------------------------- |
| 01月04日 | 大人                                   | 余命10年                                            |
| 01月11日 | 大人                                   | ペンギンズ FROM マダガスカル ザ・ムービー           |
| 01月18日 | 大人                                   | 13 ラブ 30 サーティン・ラブ・サーティ               |
| 01月25日 | 大人                                   | 2つの人生が教えてくれること                         |
| 02月01日 | 告白                                   | 50回目のファースト・キス                            |
| 02月08日 | 告白                                   | リリーのすべて                                      |
| 02月15日 | 告白                                   | タイタニック                                        |
| 02月22日 | 告白                                   | ザ・ギフト                                          |
| 03月01日 | アカデミー賞受賞作品                   | コーダ あいのうた                                   |
| 03月08日 | アカデミー賞受賞作品                   | ディパーテッド                                      |
| 03月15日 | アカデミー賞受賞作品                   | アルゴ                                              |
| 03月22日 | アカデミー賞受賞作品                   | アメリカン・ビューティー                            |
| 03月29日 | アカデミー賞受賞作品                   | 羊たちの沈黙                                        |
| 04月05日 | 新生活応援映画                         | イエスマン “YES”は人生のパスワード                  |
| 04月12日 | 新生活応援映画                         | セレンディピティ                                    |
| 04月19日 | 新生活応援映画                         | シェフ 三ツ星フードトラック始めました               |
| 04月26日 | 新生活応援映画                         | ダメ男に復讐する方法                                |
| 05月03日 | 家族                                   | SEARCH                                              |
| 05月10日 | 家族                                   | ルーム                                              |
| 05月17日 | 家族                                   | 湯を沸かすほどの熱い愛                              |
| 05月24日 | 家族                                   | マローボーン家の掟                                  |
| 05月31日 | 家族                                   | ウーマン・トーキング 私たちの選択                   |
| 06月07日 |                                        | 怪物                                                |
| 06月21日 | ミーガン                               |                                                     |
| 06月28日 | ザリガニの鳴くところ                   |                                                     |
| 07月05日 | 夏                                     | OLD                                                 |
| 07月12日 | 夏                                     | ディープ・ブルー                                    |
| 07月19日 | 夏                                     | 君の名前で僕を呼んで                                |
| 07月26日 | 夏                                     | パーム・スプリングス                                |
| 08月02日 | 世界のホラー                           | 来る                                                |
| 08月09日 | 世界のホラー                           | ブギーマン                                          |
| 08月16日 | 世界のホラー                           | 呪詛                                                |
| 08月23日 | 世界のホラー                           | RAW～少女のめざめ～                                 |
| 09月13日 | 最近観て良かった映画                   | ミッション:インポッシブル/デッドレコニング PART ONE |
| 09月20日 | 最近観て良かった映画                   | FALL/フォール                                       |
| 09月27日 | 最近観て良かった映画                   | ブラック・フォン                                    |
| 10月04日 | 別れが美しい映画                       | ローマの休日                                        |
| 10月11日 | 別れが美しい映画                       | 花束みたいな恋をした                                |
| 10月18日 | 別れが美しい映画                       | マリッジ・ストーリー                                |
| 10月25日 | 別れが美しい映画                       | あなたの旅立ち、綴ります                            |
| 11月01日 | 週の真ん中水曜日、明日の活力になる映画 | X-ミッション                                        |
| 11月08日 | 週の真ん中水曜日、明日の活力になる映画 | シニアイヤー                                        |
| 11月15日 | 週の真ん中水曜日、明日の活力になる映画 | キューティ・ブロンド                                |
| 11月22日 | 週の真ん中水曜日、明日の活力になる映画 | オールド・ボーイ                                    |
| 11月29日 | 週の真ん中水曜日、明日の活力になる映画 | 恋愛適齢期                                          |
| 12月06日 | 2023年に出会えて感謝したい映画         | ハロウィン・キラー!                                 |
| 12月13日 | 2023年に出会えて感謝したい映画         | インビジブル・ゲスト 悪魔の証明                     |
| 12月20日 | 2023年に出会えて感謝したい映画         | 共謀家族                                            |
| 12月27日 | 2023年に出会えて感謝したい映画         | バイオレント・ナイト                                |

| 2024年   | 2024年                                       | 2024年                                        |
| 放送日   | 各月のテーマ                                 | 紹介した映画                                  |
| -------- | -------------------------------------------- | --------------------------------------------- |
| 01月03日 | この映画の主人公になりたい！2024年の指針映画 | ニューヨークの恋人                            |
| 01月10日 | この映画の主人公になりたい！2024年の指針映画 | ラスト・アクション・ヒーロー                  |
| 01月17日 | この映画の主人公になりたい！2024年の指針映画 | レスラー                                      |
| 01月24日 | この映画の主人公になりたい！2024年の指針映画 | サプライズ                                    |
| 01月31日 | この映画の主人公になりたい！2024年の指針映画 | ストーリー・オブ・マイライフ/わたしの若草物語 |
| 02月07日 | 受験シーズン！観たらやる気が起きる映画       | ビリギャル                                    |
| 02月14日 | 受験シーズン！観たらやる気が起きる映画       | レディ・バード                                |
| 02月21日 | 受験シーズン！観たらやる気が起きる映画       | フラガール                                    |
| 02月28日 | 受験シーズン！観たらやる気が起きる映画       | マダム・イン・ニューヨーク                    |
| 03月06日 | 第96回アカデミー賞ノミネート作品             | 雪山の絆                                      |
| 03月13日 | 第96回アカデミー賞ノミネート作品             | 落下の解剖学                                  |
| 03月20日 | 第96回アカデミー賞ノミネート作品             | パスト ライブズ/再会                          |
| 03月27日 | 第96回アカデミー賞ノミネート作品             | アメリカン・フィクション                      |
| 04月03日 | 伝記映画                                     | フォードvsフェラーリ                          |
| 04月10日 | 伝記映画                                     | フェイブルマンズ                              |
| 04月17日 | 伝記映画                                     | エルヴィス                                    |
| 04月24日 | 伝記映画                                     | テッド・バンディ                              |
| 05月01日 | アニャ・テイラー＝ジョイ                     | クイーンズ・ギャンビット                      |
| 05月08日 | アニャ・テイラー＝ジョイ                     | ウィッチ                                      |
| 05月15日 | アニャ・テイラー＝ジョイ                     | スプリット                                    |
| 05月22日 | アニャ・テイラー＝ジョイ                     | ザ・メニュー                                  |
| 05月29日 | アニャ・テイラー＝ジョイ                     | ラストナイト・イン・ソーホー                  |
| 06月05日 | スポーツ                                     | チャレンジャーズ                              |
| 06月12日 | スポーツ                                     | ナチョ・リブレ 覆面の神様                     |
| 06月19日 | スポーツ                                     | ケイコ 目を澄ませて                           |
| 07月03日 | 旅                                           | わたしに会うまでの1600キロ                    |
| 07月10日 | 旅                                           | かもめ食堂                                    |
| 07月17日 | 旅                                           | ホステル                                      |
| 07月24日 | 旅                                           | チケット・トゥ・パラダイス                    |
| 07月31日 | 旅                                           | 500ページの夢の束                             |
| 08月14日 | HOT!                                         | カラオケ行こ!                                 |
| 08月28日 | HOT!                                         | ラストマイル                                  |
| 09月04日 | じいちゃん・ばあちゃん!                      | キングスマン                                  |
| 09月11日 | じいちゃん・ばあちゃん!                      | 手紙は憶えている                              |
| 09月18日 | じいちゃん・ばあちゃん!                      | ファーザー                                    |
| 09月25日 | じいちゃん・ばあちゃん!                      | ヴィジット                                    |

#### きょうのワサビ
ハードロックやヘヴィメタルなどの激しめな音楽をオンエアするコーナー。このコーナーで紹介される曲は「わさびソング」と呼ばれる。

### 木曜日

#### 三浦の推しごと。
三浦がアニソンを紹介するコーナー。2021年春のリニューアル前に行われていた「今日の一番星」のコンセプトを継承している。
2024年6月27日放送回は、斉藤の代理パーソナリティーを務めた声優・歌手の熊田茜音が三浦のアシストを受けながら、「熊田の推しごと」と題してコーナー進行された。
ちょっといまからとんでんこばなし
斉藤行きつけのとんでんにまつわるクイズコーナー。

#### アニソンゾーン
2016年4月7日からスタート。番組開始当時から「アニメ好き」と公言していた三浦が毎回あるテーマに沿って、アニメソングをメドレーにして紹介するコーナー。コアな選曲でX(旧Twitter)のトレンドに入ることもある。
「木曜日の夕方、ラジオでアニソンがかかる。それはお聴きのラジオはNACK5『キラスタ』だからです。みんな円盤買おうぜ」という三浦の口上に、斉藤が返答する掛け合いが定番となっている。
2024年1月25日の放送でオンエアした楽曲は珍しく全てED曲となった。三浦曰く初めてらしい。
| 2016年   | 2016年                                                                |
| 放送日   | テーマ                                                                |
| -------- | --------------------------------------------------------------------- |
| 04月07日 | 2016年冬アニメMIX                                                     |
| 04月14日 | ハーレムアニメMIX                                                     |
| 04月21日 | ジョジョの奇妙な冒険 スタンド名元ネタ曲MIX                            |
| 04月28日 | コナン主題歌MIX                                                       |
| 05月05日 | クレヨンしんちゃん主題歌MIX                                           |
| 05月12日 | キラスタMIX～運動部編～ ～文化部＋その他部活編～                      |
| 05月19日 | 飯テロアニメMIX                                                       |
| 05月26日 | 2016年春アニメ主題歌MIX 前編                                          |
| 06月02日 | 2016年春アニメ主題歌MIX 後編                                          |
| 06月09日 | 実写化しちゃったアニメMIX                                             |
| 06月16日 | アニメ制作会社シリーズ 京都アニメーション作品主題歌MIX                |
| 06月23日 | Happyだんばらが見ていたアニメの主題歌を担当していたバンド楽曲MIX      |
| 06月30日 | 惜しまれつつも最終回を迎えた2016年春アニメMIX                         |
| 07月07日 | まだまだ続く継続作品＆待望の第○期アニメMIX                            |
| 07月14日 | 74巻で完結が決まった「BLEACH」のアニメ版主題歌MIX                     |
| 07月21日 | 2016年夏アニメの主題歌MIX                                             |
| 07月28日 | 週刊少年サンデーからアニメ化した作品MIX                               |
| 08月04日 | 夏に恋をしたくなるアニメ主題歌MIX                                     |
| 08月11日 | アニメ銀魂主題歌MIX                                                   |
| 08月18日 | ロボットアニメMIX                                                     |
| 08月25日 | まんがタイムきらら及び姉妹雑誌からアニメ化した作品MIX                 |
| 09月01日 | 球技アニメMIX                                                         |
| 09月08日 | 乙女向けアニメMIX                                                     |
| 09月15日 | グロテスクすぎて黒い靄がかかりがちなアニメMIX                         |
| 09月22日 | 埼玉が聖地のアニメ主題歌特集                                          |
| 09月29日 | セクシーなシーンに不自然な謎の光・不自然な湯気がかかりがちなアニメMIX |
| 10月06日 | OP・EDでウユニ塩湖使いがちなアニメMIX                                 |
| 10月13日 | 爽やかからドロドロまで!多角関係アニメMIX                              |
| 10月20日 | 魔法少女アニメ主題歌MIX                                               |
| 10月27日 | 探偵アニメ主題歌MIX                                                   |
| 11月03日 | 文化系の部活アニメ主題歌MIX                                           |
| 11月10日 | 生徒会アニメ主題歌MIX                                                 |
| 11月17日 | 畑亜貴さんが手掛けたアニメ主題歌ギュッと詰め込み10曲MIX               |
| 11月24日 | 2016秋アニメ主題歌MIX                                                 |
| 12月01日 | ショートアニメ主題歌MIX                                               |
| 12月08日 | 今後実写映画化が決まっているアニメ主題歌MIX                           |
| 12月15日 | 電波ソングMIX                                                         |
| 12月22日 | 主人公が非リアなアニメ主題歌MIX                                       |
| 12月29日 | 2016年秋アニメ振り返りMIX                                             |

| 2017年   | 2017年                                                               |
| 放送日   | テーマ                                                               |
| -------- | -------------------------------------------------------------------- |
| 01月05日 | 今月から待望の続編がスタートするアニメMIX                            |
| 01月12日 | 祐太朗さんこういう娘が好きなんでしょMIX                              |
| 01月19日 | アニメ制作会社シリーズ ボンズ作品主題歌MIX                           |
| 01月26日 | アニメ制作会社シリーズ A-1 Pictures作品主題歌MIX 前編                |
| 02月02日 | アニメ制作会社シリーズ A-1 Pictures作品主題歌MIX 後編                |
| 02月09日 | 2017年冬アニメ主題歌MIX                                              |
| 02月16日 | マクロスシリーズMIX                                                  |
| 02月23日 | たぶんケモナー歓喜MIX                                                |
| 03月02日 | 水島努監督作品MIX                                                    |
| 03月09日 | 水島精二監督作品MIX                                                  |
| 03月16日 | CLAMP作品MIX                                                         |
| 03月23日 | 2017年冬アニメ振り返りMIX 前編                                       |
| 03月30日 | 2017年冬アニメ振り返りMIX 後編                                       |
| 04月06日 | アニメにおけるサクラソングMIX                                        |
| 04月13日 | 2.5次元ミュージカル化されたアニメMIX                                 |
| 04月20日 | 女性アイドルアニメ主題歌MIX                                          |
| 04月27日 | オリジナルアニメ映画MIX                                              |
| 05月04日 | やっぱりキラスタ！キッズと聞いても大丈夫！午前帯アニメ主題歌MIX      |
| 05月11日 | 2017年春アニメ主題歌MIX                                              |
| 05月18日 | 澤野弘之さんが手掛けたアニソンMIX                                    |
| 05月25日 | お外では百合の花が咲く季節ですね…お察しくださいMIX                   |
| 06月01日 | 少女漫画が原作のアニソンMIX 〜part1〜                                |
| 06月08日 | 少女漫画が原作のアニソンMIX 〜part2〜                                |
| 06月15日 | 神前暁さんが手がけたアニソンMIX                                      |
| 06月22日 | 擬人化アニメ主題歌MIX                                                |
| 06月29日 | 2017年春アニメ主題歌振り返りMIX                                      |
| 07月06日 | 結婚してハッピーエンド？なアニメ主題歌MIX                            |
| 07月13日 | ゾンビものアニメ主題歌MIX                                            |
| 07月20日 | 先生・教師ものアニメ主題歌MIX                                        |
| 07月27日 | 2017年夏アニメ主題歌MIX                                              |
| 08月03日 | 夏休み自由研究 じゃない方アニメ主題歌MIX                             |
| 08月10日 | 夏休み自由研究企画? 虫アニメ主題歌MIX                                |
| 08月17日 | オモチャ販促アニメ主題歌MIX                                          |
| 08月24日 | 2017年アニサマ出演者MIX                                              |
| 08月31日 | 実はアニサマ2日目だけ行ってきましたMIX                               |
| 09月07日 | 英語歌詞のアニソンを集めるとカッコいいぞMIX                          |
| 09月14日 | 最近のアニメOPの歌詞には 作品タイトル入ってる曲少ない説を検証するMIX |
| 09月21日 | 第2回飯テロアニメ主題歌MIX                                           |
| 09月28日 | 2017年夏アニメ振り返りMIX                                            |
| 10月05日 | 和風のアニソン集めたら皆好きでしょ？MIX 前編                         |
| 10月12日 | 和風のアニソン集めたら皆好きでしょ？MIX 後編                         |
| 10月19日 | 菅野よう子さんが手掛けたアニソンMIX                                  |
| 10月26日 | 西川貴教アニキMIX                                                    |
| 11月02日 | 2017年秋アニメ主題歌MIX                                              |
| 11月09日 | 今年実写映画化しちゃったアニメ主題歌MIX                              |
| 11月16日 | 声優の”梶裕貴さん”が主役を担当したアニメ主題歌MIX                    |
| 11月23日 | 田中秀和さんが手掛けたアニソンMIX                                    |
| 11月30日 | ヤングガンガン作品アニメ主題歌MIX                                    |
| 12月07日 | ヤングガンガン以外のガンガン作品アニメ主題歌MIX                      |
| 12月14日 | 祝・こっちージョジョ鑑賞記念！ジョジョMIX                            |
| 12月21日 | 2017年秋アニメ振り返りMIX                                            |
| 12月28日 | 2017年のアニメ振り返りMIX                                            |

| 2018年   | 2018年                                             |
| 放送日   | テーマ                                             |
| -------- | -------------------------------------------------- |
| 01月04日 | 今年放送開始から10周年を迎えるアニメMIX            |
| 01月11日 | ヒゲドライバーさんが手掛けたアニソンMIX            |
| 01月18日 | 水樹奈々さん（奈々様）MIX                          |
| 01月25日 | タイトルに「？」がつくアニメ主題歌MIX              |
| 02月01日 | 2018年冬アニメ主題歌MIX                            |
| 02月08日 | 三浦祐太朗がオススメするアニメMIX                  |
| 02月15日 | キラスタ大学必修科目MIX                            |
| 02月22日 | 田村ゆかりさん（ゆかり姫）MIX                      |
| 03月01日 | 田淵智也さんが手掛けたアニソンMIX                  |
| 03月08日 | 15分アニメ主題歌MIX                                |
| 03月15日 | 異世界アニメ主題歌MIX                              |
| 03月22日 | 第2回アニメにおけるサクラソングMIX                 |
| 03月29日 | 2018年冬アニメ振り返りMIX                          |
| 04月05日 | 2014年春アニメ主題歌MIX                            |
| 04月12日 | タイトルに「？」がつくアニメ主題歌MIX              |
| 04月19日 | 日常アニメ主題歌MIX                                |
| 04月26日 | 俺アニメ主題歌MIX                                  |
| 05月03日 | 2018年春アニメ主題歌MIX                            |
| 05月10日 | 4文字アニメ主題歌MIX ひらがな・カタカナ編          |
| 05月17日 | 4文字アニメ主題歌MIX 漢字編                        |
| 05月24日 | 初見じゃ読めないアニメタイトルMIX                  |
| 05月31日 | 鈴木このみMIX                                      |
| 06月07日 | 異世界から何か来た系アニメ主題歌MIX                |
| 06月14日 | シャフト作品アニメ主題歌MIX                        |
| 06月21日 | 宇宙から何か来た系アニメ主題歌MIX                  |
| 06月28日 | オタ活勧誘MIX                                      |
| 07月05日 | 2018年春アニメ振り返りMIX                          |
| 07月12日 | チャンピオン系アニメ主題歌MIX                      |
| 07月19日 | BLEACH主題歌MIX                                    |
| 07月26日 | アニソン作曲家この人は押さえとけ!MIX               |
| 08月02日 | Fate関連楽曲MIX                                    |
| 08月09日 | 2018年夏アニメ主題歌MIX                            |
| 08月16日 | 第2回銀魂主題歌MIX                                 |
| 08月23日 | 今年のアニサマでコレを生で聴きたいMIX              |
| 08月30日 | 実はアニサマ3日目だけ行ってきたぜMIX               |
| 09月06日 | アニソンシンガーとして三浦に足りないのはコレだ!MIX |
| 09月13日 | もし小林がアニソンフェスやるならMIX                |
| 09月20日 | 明日でデビュー30周年!B'zアニソンMIX                |
| 09月27日 | 2018年夏アニメ振り返りMIX                          |
| 10月04日 | 妹アニメ主題歌MIX                                  |
| 10月11日 | 姉アニメ主題歌MIX                                  |
| 10月18日 | 第2回まんがタイムきらら関連主題歌MIX               |
| 10月25日 | ゾンビものアニメ主題歌MIX                          |
| 11月01日 | ガンダム（宇宙世紀以外）主題歌MIX                  |
| 11月08日 | 2018年秋アニメ主題歌MIX                            |
| 11月15日 | 3人組アニメ主題歌MIX                               |
| 11月22日 | 桂正和さん関連MIX                                  |
| 11月29日 | 47都道府県ツアーやるので聖地巡礼したいMIX          |
| 12月06日 | 虚淵玄さん関連MIX                                  |
| 12月13日 | 高橋直純出演作品MIX                                |
| 12月20日 | 2018年秋アニメ振り返りMIX                          |
| 12月27日 | 2018アニメ振り返りMIX                              |

| 2019年   | 2019年                                              |
| 放送日   | テーマ                                              |
| -------- | --------------------------------------------------- |
| 01月03日 | 2009年のアニメ主題歌MIX                             |
| 01月10日 | スパイアニメ主題歌MIX                               |
| 01月17日 | 第2回水樹奈々様MIX                                  |
| 01月24日 | 教師が主人公のアニメ主題歌MIX                       |
| 01月31日 | 今年劇場版が公開されるアニメMIX                     |
| 02月07日 | 2019年冬アニメ主題歌MIX                             |
| 02月14日 | 動画工房のアニメ主題歌MIX                           |
| 02月21日 | 猫にまつわるアニメ主題歌MIX                         |
| 02月28日 | マンガ雑誌モーニング関連アニメ主題歌MIX             |
| 03月07日 | 勇者が主人公のアニメ主題歌MIX                       |
| 03月14日 | 魔王が主人公のアニメ主題歌MIX                       |
| 03月21日 | 2019年冬アニメ主題歌MIX                             |
| 03月28日 | こち山BABYへ送る英才教育MIX                         |
| 04月04日 | 第3回アニメにおけるサクラソングMIX                  |
| 04月11日 | 今期のMXの再放送強くね?MIX                          |
| 04月18日 | 部活動アニメMIX 運動部編                            |
| 04月25日 | 部活動アニメMIX 文化部編                            |
| 05月02日 | 部活動アニメMIX その他の部活編                      |
| 05月09日 | 2019年春アニメ主題歌MIX                             |
| 05月16日 | SACRA MUSIC所属アーティストMIX                      |
| 05月23日 | 主人公が眼鏡かけているアニメMIX                     |
| 05月30日 | ダークファンタジーアニメ主題歌MIX                   |
| 06月06日 | バイクが印象的なアニメ主題歌MIX                     |
| 06月13日 | ランティス祭りMIX 前編                              |
| 06月20日 | ランティス祭りMIX 後編                              |
| 06月27日 | 2019年春アニメ振り返りMIX                           |
| 07月04日 | 吸血鬼アニメ主題歌MIX                               |
| 07月11日 | タイトルに苗字が入っているアニメ主題歌MIX           |
| 07月18日 | 第2回和風のアニソン集めたら皆好きでしょ?MIX         |
| 07月25日 | 主題歌が洋楽のアニメMIX                             |
| 08月01日 | 2019年夏アニメ主題歌MIX                             |
| 08月08日 | コミケが出てくるアニメ主題歌MIX                     |
| 08月15日 | 高校野球アニメ主題歌MIX                             |
| 08月22日 | 今年のアニサマでコレを聞きたいぞMIX                 |
| 08月29日 | （休止）                                            |
| 09月05日 | ガンダムフェス出演アーティストMIX                   |
| 09月12日 | バンドものアニメ主題歌MIX                           |
| 09月19日 | 子育てアニメ主題歌MIX                               |
| 09月26日 | 2019年夏アニメ振り返りMIX                           |
| 10月03日 | 第1回NARUTO-ナルト-主題歌MIX                        |
| 10月10日 | 出演キャラがヒット曲をカバーしているアニメ主題歌MIX |
| 10月17日 | 第3回飯テロアニメ主題歌MIX                          |
| 10月24日 | 富士見ファンタジア文庫原作アニメMIX                 |
| 10月31日 | 2019年秋アニメ主題歌MIX                             |
| 11月07日 | もっふもふ系アニメ主題歌MIX                         |
| 11月14日 | バトルロイヤル系アニメ主題歌MIX                     |
| 11月21日 | バディものアニメ主題歌MIX                           |
| 11月28日 | なかよし原作アニメ主題歌MIX                         |
| 12月05日 | 社畜アニメ主題歌MIX                                 |
| 12月12日 | あれから○年MIX                                      |
| 12月19日 | 2019年秋アニメ振り返りMIX                           |
| 12月26日 | 2019年のアニメ振り返りMIX                           |

| 2020年   | 2020年                                                        |
| 放送日   | テーマ                                                        |
| -------- | ------------------------------------------------------------- |
| 01月02日 | 2010年のアニメ主題歌MIX                                       |
| 01月09日 | 鋼の錬金術師主題歌MIX                                         |
| 01月16日 | 第3回水樹奈々様MIX                                            |
| 01月23日 | 刀アニメ主題歌MIX                                             |
| 01月30日 | 2020年冬アニメ主題歌MIX                                       |
| 02月06日 | 天使アニメMIX                                                 |
| 02月13日 | こんな青春送りたかったMIX                                     |
| 02月20日 | 第2回!猫にまつわるアニメ主題歌MIX                             |
| 02月27日 | ネトゲアニメ主題歌MIX                                         |
| 03月05日 | アプリスタートのアニメ主題歌MIX                               |
| 03月12日 | 週刊少年マガジンアニメ主題歌MIX                               |
| 03月19日 | アニメタイトルに『漢字の"色"』が入っているMIX                 |
| 03月26日 | 坂本真綾アニメMIX                                             |
| 04月02日 | 2020冬アニメ振り返りMIX（前編・後編）                         |
| 04月09日 | 24話前後で完結するアニメ主題歌MIX                             |
| 04月16日 | 3クールから4クールで完結済みのアニメMIX                       |
| 04月23日 | お子さんにも観てほしいアニメMIX                               |
| 04月30日 | 第2回動画工房アニメMIX                                        |
| 05月07日 | 第2回3人組アニメ主題歌MIX                                     |
| 05月14日 | タイトルが長いアニメ主題歌MIX                                 |
| 05月21日 | タイトルに『記号の☆』が入っているMIX                          |
| 05月28日 | 帰ってきた お外ではユリの花が咲く季節ですね…お察しくださいMIX |
| 06月04日 | メイドものアニメ主題歌MIX                                     |
| 06月11日 | 三浦、父性が溢れちゃうMIX                                     |
| 06月18日 | 〇〇さんMIX                                                   |
| 06月25日 | 2020年春アニメ振り返りMIX                                     |
| 07月02日 | ホーンセクションが入っているアニソンっていいよねMIX 前編      |
| 07月09日 | ホーンセクションが入っているアニソンっていいよねMIX 後編      |
| 07月16日 | 第2回 勇者アニメ主題歌MIX                                     |
| 07月23日 | 海が舞台のアニメ主題歌MIX                                     |
| 07月30日 | 2020年夏アニメ主題歌MIX                                       |
| 08月06日 | ドコドコ系アニソンMIX                                         |
| 08月13日 | 妖怪ものアニメ主題歌MIX                                       |
| 08月20日 | 〇〇団アニメMIX                                               |
| 08月27日 | キャラまたは声優とアーティストのコラボ楽曲MIX                 |
| 09月03日 | スラップ入ってるアニソンいいよねMIX                           |
| 09月10日 | 物語シリーズ主題歌MIX                                         |
| 09月17日 | ドール(人形)アニメ主題歌MIX                                   |
| 09月24日 | 2020夏アニメ振り返りMIX                                       |
| 10月01日 | ヒゲドライバーさんが手がけたアニメ主題歌MIX                   |
| 10月08日 | 北海道が舞台のアニメ主題歌MIX                                 |
| 10月15日 | 特殊な学校が出てくるアニメ主題歌MIX                           |
| 10月22日 | ClariS MIX                                                    |
| 10月29日 | 2020年秋アニメ主題歌MIX                                       |
| 11月05日 | 第2回 CLAMP MIX（斉藤百香選曲）                               |
| 11月12日 | WEBマンガ原作アニメ主題歌MIX                                  |
| 11月19日 | 明治・大正時代が舞台のアニメ主題歌MIX                         |
| 11月26日 | 漫画家が主人公のアニメ主題歌MIX                               |
| 12月03日 | （休止）                                                      |
| 12月10日 | 2021年に劇場で公開予定のアニメ主題歌MIX                       |
| 12月17日 | 中毒性のあるアニメ主題歌MIX                                   |
| 12月31日 | 2020年アニメ振り返りMIX                                       |

| 2021年   | 2021年                                    |
| 放送日   | テーマ                                    |
| -------- | ----------------------------------------- |
| 01月07日 | 第3回 銀魂MIX                             |
| 01月14日 | 2011年のアニメ主題歌MIX                   |
| 01月21日 | 第4回 水樹奈々様MIX                       |
| 01月28日 | 2021年冬アニメ主題歌MIX その1             |
| 02月04日 | 2021年冬アニメ主題歌MIX その2             |
| 02月11日 | 第2回 探偵アニメ主題歌MIX                 |
| 02月18日 | 異世界転生アニメ主題歌MIX                 |
| 02月25日 | ゲームが題材のアニメ主題歌MIX             |
| 03月04日 | 第2回アプリスタートのアニメ主題歌MIX      |
| 03月11日 | カードで戦うアニメ主題歌MIX               |
| 03月18日 | ドラゴンボールMIX                         |
| 03月25日 | 2021冬アニメ振り返りMIX                   |
| 04月01日 | ○○ちゃんMIX                               |
| 04月08日 | こんな人生歩みたかったMIX                 |
| 04月15日 | モフモフしたくなる動物アニメMIX           |
| 04月22日 | スフィアMIX                               |
| 04月29日 | がんばるオジさんMIX                       |
| 05月06日 | 2021春アニメMIX                           |
| 05月13日 | ワンちゃんMIX                             |
| 05月20日 | ラブライブ!挿入歌MIX                      |
| 05月27日 | 百合の季節ですねMIX                       |
| 06月03日 | 作曲家・田中秀和MIX                       |
| 06月10日 | フルーツMIX                               |
| 06月17日 | ウマ娘MIX                                 |
| 06月24日 | 2021春アニメ振り返りMIX                   |
| 07月01日 | 7 -セブン- MIX                            |
| 07月08日 | 魔女MIX                                   |
| 07月15日 | スポーツMIX                               |
| 07月22日 | 海の日MIX                                 |
| 07月29日 | ポピパMIX                                 |
| 08月05日 | 2021夏アニメMIX                           |
| 08月12日 | アニサマ2021 -Day1- これ聞きたいMIX       |
| 08月19日 | アニサマ2021 -Day2- これ聞きたいMIX       |
| 08月26日 | アニサマ2021 -Day3- これ聞きたいMIX       |
| 09月02日 | デレマスMIX                               |
| 09月09日 | Twitterフォロワー1万人記念リスナー投票MIX |
| 09月16日 | 作曲家・神前暁さんMIX                     |
| 09月23日 | ヤンキーMIX                               |
| 09月30日 | 2021夏アニメ振り返りMIX                   |
| 10月07日 | 『マクロスF』MIX                          |
| 10月14日 | 『マクロスΔ』MIX                          |
| 10月21日 | けいおん!MIX                              |
| 10月28日 | お化けなんて怖くない!MIX                  |
| 11月04日 | 2021秋アニメMIX                           |
| 11月11日 | 音楽プロデューサー・上松範康さんMIX       |
| 11月18日 | 茅原実里さんMIX                           |
| 11月25日 | NACK5パーソナリティMIX                    |
| 12月02日 | 正妻戦争MIX                               |
| 12月09日 | ほぼ開幕からリア充なアニメMIX             |
| 12月16日 | ラブライブ!第2期MIX                       |
| 12月23日 | 2021秋アニメ振り返りMIX                   |
| 12月30日 | 2021年アニメ振り返りMIX                   |

| 2022年   | 2022年                                               |
| 放送日   | テーマ                                               |
| -------- | ---------------------------------------------------- |
| 01月06日 | 2012年のアニメMIX                                    |
| 01月13日 | 2022年に続編決定！振り返っておきたいMIX              |
| 01月20日 | 第5回 水樹奈々様MIX                                  |
| 01月27日 | kz(livetune)MIX                                      |
| 02月03日 | 鬼はーそと！MIX                                      |
| 02月10日 | 2022冬アニメMIX                                      |
| 02月17日 | TYPE-MOON MIX                                        |
| 02月24日 | 三浦、最近の推しアニソンMIX                          |
| 03月03日 | ひな祭りMIX                                          |
| 03月10日 | 懐かしの90年代アニソンMIX                            |
| 03月17日 | ゲーム原作アニソンMIX                                |
| 03月24日 | 2022冬アニメ振り返りMIX                              |
| 03月31日 | 作曲・編曲家 渡部チェルさんMIX                       |
| 04月07日 | おしごといちねんせいMIX                              |
| 04月14日 | 第2期fripSide MIX                                    |
| 04月21日 | 斉藤百香爆誕MIX                                      |
| 04月28日 | 復刻ウユニ塩湖MIX                                    |
| 05月05日 | こどもの日MIX                                        |
| 05月12日 | 2022春アニメMIX                                      |
| 05月19日 | 憂鬱なんて吹き飛ば〜す!MIX                           |
| 05月26日 | J-POPカバーアニソンMIX                               |
| 06月02日 | 第2回 スパイアニメMIX                                |
| 06月09日 | 韻をふみたインです!MIX                               |
| 06月16日 | スタジオぴえろMIX                                    |
| 06月23日 | いろんな織田信長MIX                                  |
| 06月30日 | 2022春アニメ振り返りMIX                              |
| 07月07日 | 星に願いを☆七夕MIX                                   |
| 07月14日 | つい口ずさんでしまうMIX                              |
| 07月21日 | （休止）                                             |
| 07月28日 | 気分だけでも海行っちゃう？山もね(ﾎﾞｿｯMIX             |
| 08月04日 | 2022夏アニメMIX                                      |
| 08月11日 | いとおかしMIX                                        |
| 08月18日 | TAKU INOUEさんが手がけるアイマスMIX                  |
| 08月25日 | アニサマ2022キラスタ的予習MIX                        |
| 09月01日 | 第2回リスナー投票MIX〜キラスタアニソンロックフェス〜 |
| 09月08日 | しっとり癒されたいMIX                                |
| 09月15日 | くまMIX                                              |
| 09月22日 | メディッーーク！MIX                                  |
| 09月29日 | 2022夏アニメ振り返りMIX                              |
| 10月06日 | ケモナー三浦によるモフモフMIX                        |
| 10月13日 | 女神ックス                                           |
| 10月20日 | ラブライブ!サンシャイン!!1期MIX                      |
| 10月27日 | SAO10周年MIX                                         |
| 11月03日 | 2022秋アニメMIX                                      |
| 11月10日 | アニメタイトルの語尾が『ました』MIX                  |
| 11月17日 | 作中で将棋をしているアニメMIX                        |
| 11月24日 | 楓さんMIX                                            |
| 12月01日 | サッカー日本代表ほんまマジで頑張ってくれMIX          |
| 12月08日 | 正体隠しがちMIX                                      |
| 12月15日 | 第2回 つい口ずさんでしまうMIX                        |
| 12月22日 | 2022秋アニメ振り返りMIX                              |
| 12月29日 | 総決算！2022アニメ振り返りMIX                        |

| 2023年   | 2023年                                                                              |
| 放送日   | テーマ                                                                              |
| -------- | ----------------------------------------------------------------------------------- |
| 01月05日 | 2013年のアニメ強すぎワロタMIX                                                       |
| 01月12日 | ウサウサ！ウサギMIX                                                                 |
| 01月19日 | 2023年公開！続編アニメMIX                                                           |
| 01月26日 | 2023冬アニメなに見てる？MIX                                                         |
| 02月02日 | 俺の心を揺さぶるツインテールキャラMIX                                               |
| 02月09日 | アイマスSブランド合同ライブ記念MIX                                                  |
| 02月16日 | クイズこのテーマは何でしょう？MIX                                                   |
| 02月23日 | これは生死を懸けたMIXです                                                           |
| 03月02日 | 幼MIX                                                                               |
| 03月09日 | 別れの季節に聴くと染みるMIX                                                         |
| 03月16日 | おじおじMIX                                                                         |
| 03月23日 | サトシ&ピカチュウ26年間ありがとうMIX                                                |
| 03月30日 | 2023冬アニメ振り返りMIX                                                             |
| 04月06日 | 小さなシンデレラ達！U149MIX                                                         |
| 04月13日 | 劇場版名探偵コナン主題歌 MIX                                                        |
| 04月20日 | 斉藤百香がBのLで観てたアニメMIX                                                     |
| 04月27日 | 2023年春アニメみんな何観てる？MIX                                                   |
| 05月04日 | クイズこのテーマは何でしょう？MIX (正解『２次元は猫が喋るんですMIX』)               |
| 05月11日 | 第4回 飯テロアニメMIX                                                               |
| 05月18日 | ホッと一息な喫茶店MIX                                                               |
| 05月25日 | キラスタで2年振りに咲いたあの花の名前はMIXを聴けばすぐ分かるそうです(百合アニメMIX) |
| 06月01日 | あれから6年・・・MIX(2017年アニメMIX)                                               |
| 06月08日 | 宮野真守さん(マモちゃん)MIX                                                         |
| 06月15日 | とあるシリーズMIX                                                                   |
| 06月22日 | ○○と○○MIX                                                                           |
| 06月29日 | 2023年春アニメ振り返りMIX                                                           |
| 07月06日 | ピアノイントロが最高すぎる！MIX                                                     |
| 07月13日 | アツがナツいMIX                                                                     |
| 07月20日 | どの作品にも、色んな世界線があってじゃのう、、MIX(スピンオフ作品MIX)                |
| 07月27日 | 自由研究のテーマでも探すか・・・MIX                                                 |
| 08月03日 | 2023年夏アニメ何見てる？MIX                                                         |
| 08月10日 | 英語歌詞はイイゾォ～MIX                                                             |
| 08月17日 | TAKU INOUEさんのアニメ楽曲MIX                                                       |
| 08月24日 | アニサマ2023 キラスタ的予習MIX                                                      |
| 08月31日 | 一緒に踊ろうぜMIX                                                                   |
| 09月07日 | 三浦にも"にゃあ にゃあ"言わせてあげたいMIX(猫が登場するアニメMIX)                   |
| 09月14日 | 今週は三浦の『わんわん』が聴きたいMIX(犬が登場するアニメMIX)                        |
| 09月21日 | 様々な生物との生活は非常に趣深いですな(ﾎｯﾎｯﾎ)MIX                                    |
| 09月28日 | 2023年夏アニメ振り返りMIX                                                           |
| 10月05日 | お世話になりました！EGOIST MIX                                                      |
| 10月12日 | 第2回 ゲームが題材のアニメ主題歌 MIX                                                |
| 10月19日 | 作曲詞家 渡辺翔さん MIX                                                             |
| 10月26日 | 埼玉が聖地のアニメ MIX                                                              |
| 11月02日 | 2023 秋アニメ何観てる？MIX                                                          |
| 11月09日 | キラスタ的！こんな魔法少女になりたい MIX                                            |
| 11月16日 | 三浦的(ちょっぴり百香も)！晩酌に合うアニメ MIX                                      |
| 11月23日 | 本日もオフィスは賑やかです MIX                                                      |
| 11月30日 | ニシムクサムライ MIX                                                                |
| 12月07日 | 異次元フェス開催記念 MIX                                                            |
| 12月14日 | 美少女ゲーム作品 MIX                                                                |
| 12月21日 | 2023年秋アニメ振り返り MIX                                                          |
| 12月28日 | 総決算！2023年振り返りMIX                                                           |

| 2024年   | 2024年                                         |
| 放送日   | テーマ                                         |
| -------- | ---------------------------------------------- |
| 01月04日 | 10年前(2014年)のアニメを振り返るMIX            |
| 01月11日 | 今年は辰年 MIX                                 |
| 01月18日 | さらなる推しアイドルに出会えるかも!?MIX        |
| 01月25日 | EDで走るアニメは名作MIX                        |
| 02月01日 | 漏れの好きなベースラインきtら!!!!!MIX          |
| 02月08日 | 2024 冬アニメ何観てる？MIX                     |
| 02月15日 | このキャラからチョコが欲しかった。。。MIX      |
| 02月22日 | 三浦Pと斉百が選んだ歌い継がれてゆくアニソンMIX |
| 02月29日 | オーイシ武道館記念MIX                          |
| 03月07日 | キラスタ的マジ天使MIX                          |
| 03月14日 | 青春をありがとう！鳥山明先生 MIX               |
| 03月21日 | こっち回復足りてないよ!!!MIX                   |
| 03月28日 | 2024 冬アニメ振り返り MIX                      |
| 04月04日 | ハヤテのごとく！生誕20周年記念MIX              |
| 04月11日 | 新生活もがんばるぞいMIX                        |
| 04月18日 | 追放されてからが本番MIX                        |
| 04月25日 | さいももが好きだった時代のアニメMIX            |
| 05月02日 | エルフは最高だぜMIX                            |
| 05月09日 | 2024 春アニメ何観てる？MIX                     |
| 05月16日 | あなたは生還できますか？MIX                    |
| 05月23日 | アニメのキッスも多種多様MIX                    |
| 05月30日 | この曲でカラオケ高得点だせたら凄い！MIX        |
| 06月06日 | 6人集まれば最強！MIX                           |
| 06月13日 | VERTUAL to ANISON MIX                          |
| 06月20日 | CGアニメMIX                                    |
| 06月27日 | 2024春アニメ振り返りMIX                        |
| 07月04日 | 夏の知らせMIX                                  |
| 07月11日 | リメイク・リブートMIX                          |
| 07月18日 | 三浦、カメラ欲しくなっちゃった！MIX            |
| 07月24日 | UNISON SQUARE GARDEN20周年!!MIX                |
| 08月01日 | おフランスMIX                                  |
| 08月08日 | 2024夏アニメ何観てる？MIX                      |
| 08月15日 | 小倉唯さん降臨MIX                              |
| 08月22日 | グローバルアニソンMIX                          |
| 08月29日 | キラスタ的アニサマ直前MIX                      |
| 09月05日 | 印象的な告白やプロポーズがあるアニメMIX        |
| 09月12日 | デレステ9周年おめでとう！MIX                   |
| 09月19日 | Happy Birthday!西川貴教さんMIX                 |
| 09月26日 | 2024夏アニメ振り返りMIX                        |
| 10月03日 | 三浦の歴代”今期の嫁”MIX                        |
| 10月10日 | こういうのでいいんだよMIX                      |
| 10月17日 | 作曲家・北川勝利さんMIX                        |
| 10月24日 | ｵﾎﾎ!!悪役令嬢MIX                               |
| 10月31日 | キラス_タハロ_ウィンMIX                        |
| 11月07日 | 2024秋アニメ何観てる？MIX                      |
| 11月14日 | 埼玉が聖地らしいアニメMIX                      |
| 11月21日 | 修学旅行回のあるアニメMIX                      |
| 11月28日 | 内田真礼さんMIX                                |
| 12月05日 | 第2回 中毒性のあるアニソンMIX                  |
| 12月12日 | キラスタクリスマスMIX                          |
| 12月19日 | 2024秋アニメ振り返りMIX                        |
| 12月19日 | 2024秋アニメ振り返りMIX                        |
| 12月26日 | 2024総アニメ振り返りMIX                        |

| 2025年   | 2025年                                  |
| 放送日   | テーマ                                  |
| -------- | --------------------------------------- |
| 01月02日 | 10年前は何やってた？2015アニメMIX       |
| 01月09日 | 【MyGO!!!!!×トゲナシトゲアリ】対バンMIX |
| 01月16日 | 2025年は巳年ですわMIX                   |
| 01月23日 | リスアニ！LIVE 2025MIX                  |
| 01月30日 | ネス青春のアニソンMIX                   |
| 02月 6日 | 2025冬アニメ何観てる？MIX               |
| 02月13日 | ギルドの受付嬢MIX                       |
| 02月20日 | 声優・中村悠一さんハピバMIX             |
| 02月27日 | ポケモンデーMIX                         |
| 03月 6日 | デレステ10thツアーMIX                   |
| 03月13日 | 2人組声優ユニットMIX                    |
| 03月20日 | 2025冬アニメ振り返りMIX                 |
| 03月27日 | ラスト伊勢神!美少女ゲー発アニメMIX      |
| 04月 3日 | まだ間に合うよね？さくらアニソンMIX     |
| 04月10日 | ヒップホップ・アニソンMIX               |
| 04月17日 | 年に一度のさいももMIX2025               |
| 04月24日 | 田淵智也さんMIX                         |
| 05月 1日 | 2025春アニメ何見てる？MIX               |
| 05月 8日 | ヴィジュアル系アニソンMIX               |
| 05月15日 | やっぱりケモミミなのじゃMIX             |
| 05月22日 | ニンニン！忍者MIX                       |
| 05月29日 | 早見沙織さんハピバMIX                   |
| 06月 5日 | 相棒＝M.A.V MIX                         |
| 06月12日 | FLOW THE FESTIVAL 2025MIX               |
| 06月19日 | Aqours Finale MIX                       |
| 06月26日 | 2025春アニメ振り返りMIX                 |
| 07月 3日 | あの頃のあの曲がアニソンに！？MIX       |
| 07月10日 | 宇宙に思いを馳せる。。。MIX             |
| 07月17日 | お久しぶり！まんがタイムきららMIX       |
| 07月24日 | アイマス20周年765PRO MIX                |
| 07月31日 | 2025夏アニメ何見てる？MIX               |
| 08月 7日 | 8月7日＝花の日MIX                       |
| 08月14日 | アニサマ20周年Day1勝手に予想 MIX        |
| 08月21日 | アニサマ20周年Day2勝手に予想 MIX        |
| 08月28日 | アニサマ20周年Day3勝手に予想 MIX        |

- 今期の嫁

そのクールに放送されたアニメに登場するキャラクターの中から、三浦が完全なる独断と偏見で「2次元の嫁」を1人選定し、各クールの最後に行う「アニメ振り返りMIX」で発表している。
三浦は放送内で『嫁は変えるものではなく増やすもの』と語っている。また、2020年6月12日の放送で三浦の妻である牧野由依から、嫁の発表について許しを貰っていることを明かしている。
| クール | クール | 今期の嫁                                                                                   |
| ------ | ------ | ------------------------------------------------------------------------------------------ |
| 2016年 | 0春    |                                                                                            |
| 2016年 | 0夏    |                                                                                            |
| 2016年 | 0秋    | レム(CV.水瀬いのり))/『Re:ゼロから始める異世界生活』                                       |
| 2017年 | 0冬    | スーシィ・マンババラン(CV.村瀬迪与)/『リトルウィッチアカデミア』                           |
| 2017年 | 0春    | 加藤恵(CV.安野希世乃)/『冴えない彼女の育てかた♭』                                          |
| 2017年 | 0夏    | 蛇喰夢子（CV.早見沙織)/『賭ケグルイ』                                                      |
| 2017年 | 0秋    | 羽島千尋(CV.山本希望)/『妹さえいればいい。』                                               |
| 2018年 | 0冬    | 清滝桂香(CV.茅野愛衣)『りゅうおうのおしごと!』                                             |
| 2018年 | 0春    | アンズ(CV.村川梨衣)/ 『ヒナまつり』                                                        |
| 2018年 | 0夏    | 牧瀬紅莉栖(CV.今井麻美)/『シュタインズゲートゼロ』                                         |
| 2018年 | 0秋    | 桜島麻衣(CV.瀬戸麻沙美)/『青春ブタ野郎はバニーガール先輩の夢を見ない』                     |
| 2019年 | 0冬    | 星野みやこ(CV.上田麗奈)/『私に天使が舞い降りた!』                                          |
| 2019年 | 0春    | 仙狐(CV.和氣あず未)/ 『世話やきキツネの仙狐さん』                                          |
| 2019年 | 0夏    | 菊池茜(CV.戸松遥)/『女子高生の無駄づかい』                                                 |
| 2019年 | 0秋    | ハル(ドワーフウザギ)(CV.千本木彩花)/『BEASTARS』 大野晶(CV.鈴代紗弓)/『ハイスコアガールⅡ』 |
| 2020年 | 0冬    | シュカ(CV.上田麗奈)/『ダーウィンズゲーム』                                                 |
| 2020年 | 0春    | 後藤姫(CV.高橋李依)/ 『かくしごと』                                                        |
| 2020年 | 0夏    | 桜沢墨(CV.高橋李依)/『彼女、お借りします』                                                 |
| 2020年 | 0秋    | ユナ(CV.河瀬茉希)/『くま クマ 熊 ベアー』                                                  |
| 2021年 | 0冬    | ルイ(CV.小野友樹)/『BEASTARS』                                                             |
| 2021年 | 0春    | 橘日向(CV.和氣あず未)/ 『東京リベンジャーズ』                                              |
| 2021年 | 0夏    | シエスタ(CV.宮下早紀)/『探偵はもう、死んでいる』                                           |
| 2021年 | 0秋    | 桜井桃子(CV.早見沙織)/『先輩がうざい後輩の話』                                             |
| 2022年 | 0冬    | 平徳子(CV.早見沙織)/『平家物語』                                                           |
| 2022年 | 0春    | 阿波連える(CV.日高里菜)/ 『阿波連さんははかれない』                                        |
| 2022年 | 0夏    | ナナチ(CV.井澤詩織)/『メイドインアビス 烈日の黄金郷』                                      |
| 2022年 | 0秋    | アレクシア・ミドガル(CV.花澤香菜)/『陰の実力者になりたくて!』                              |
| 2023年 | 0冬    | エルナ(CV.水瀬いのり)/『スパイ教室』                                                       |
| 2023年 | 0春    | 橘ありす(CV.佐藤亜美菜)/『アイドルマスター シンデレラガールズ U149』                       |
| 2023年 | 0夏    | フィッツ(CV.茅野愛衣)/『無職転生Ⅱ～異世界行ったら本気だす』                                |
| 2023年 | 0秋    | ジェス(CV.楠木ともり)/『豚のレバーは加熱しろ』                                             |
| 2024年 | 0冬    | フェルン(CV.市ノ瀬加那)/『葬送のフリーレン』                                               |
| 2024年 | 0春    | イネ(CV.能登麻美子)/『じいさんばあさん若返る』                                             |
| 2024年 | 0夏    | 北条時行(CV.結川あさき)/『逃げ上手の若君』                                                 |

- 嫁 of the year

三浦が各クールごとに発表している『今期の嫁』の中から、嫁 of the year (通称YOTY) を選出する。毎年、アニソンゾーンが年内最終放送となる日に発表されている。
- 2016年　レム (Re:ゼロから始める異世界生活)
- 2017年　加藤恵 (冴えない彼女の育てかた)
- 2018年　牧瀬紅莉栖 (シュタインズゲートゼロ)
- 2019年　星野みやこ (私に天使が舞い降りた!)
- 2020年　後藤姫 (かくしごと)
- 2021年　桜井桃子 (先輩がうざい後輩の話)
- 2022年　姫野 (チェンソーマン)
- 2023年　橘ありす(アイドルマスター シンデレラガールズ　U149)

## 過去のコーナー

### KIRIN さいもも HAPPY HOUR
KIRINの提供による期間限定コーナー。
その日のビール指数を紹介し、晩酌にオススメしたいおつまみ1品を食べながら紹介する。
(2023年8月14日～11月9日の月曜～木曜の18時台前半のコーナー)

### さいもぐタイム
斉藤百香が今夜リスナーに紹介したいおつまみを提案しながら『食の情熱大陸』を目指すコーナー。スタッフや別のパーソナリティからのおすすめを紹介することもあった。(2021年7月～2022年3月の水曜日18時台後半のコーナー)

### ゆうももランキング
毎週とあるランキングの結果について、特定の順位に何がランクインしているのか、三浦と斉藤が予想するコーナー。時には、リスナーと電話を繋ぐこともあった。
(2022年4月～9月の水曜日18時台後半の不定期コーナー)

### ボケワードパズル
西村がリスナーから送られたボケメールにツッコミを入れるコーナー。Nutty Radio Show THE魂 木曜日で放送されていた藤井ペイジ（飛石連休）さんがやっていた『お宝 ツッコミクエスト』に近い。
(2021年4月～2022年3月の月曜日19時台後半のコーナー)

### あるある冒険隊
お題に対してリスナーが『あるある』と思うことを予想し、西村が『あるある』かそれ以外で判定するコーナー。毎週、西村が一番刺さったものにはワクワク賞が贈られる。
(2022年4月～2022年12月の月曜日19時台後半のコーナー)

### 射的直斗
酒井の心を射止めてもらう大喜利コーナー。 (2023年1月～2024年3月の月曜日19時台後半のコーナー)